# 広島県料理業生活衛生同業組合
広島県料理業生活衛生同業組合（ひろしまけんりょうりぎょうせいかつえいせいどうぎょうくみあい）は、広島県知事の認可を受けた生活衛生関係営業の運営の適正化及び振興に関する法律第32条に基づき設立された同業組合である。 

## 組合概要
| 項目     | 内容                         |
| 正式名称 | 広島県料理業生活衛生同業組合 |
| 種別     | 生活衛生同業組合             |
| 設立     | 昭和35年1月8日               |
| 所在地   | 広島市中区河原町1番26号      |
| 理事長   | 川口伸二                     |
| 事業区域 | 広島県の区域                 |

## 事業内容
1. 過度の競争による組合員の衛生措置への阻害、または営業の健全な経営への阻害のおそれがある場合における販売価格の制限
2. 上記1.と同様の事態における営業の方法の制限
3. 上記1.と同様の事態における営業施設の配置の基準の設定
4. 組合員に対する衛生施設の維持及び改善向上並びに経営の健全化に関する指導
5. 組合員の営業に関する食品等の規格又は基準の検査
6. 組合員の営業に関する技能の改善向上又は技能者の養成に関する施設
7. 組合員の福利厚生に関する事業
8. 組合員の共済に関する事業
9. 組合員の営業に必要な原材料並びに機器の購入及びあっ旋
10. 組合員に対する営業施設の整備改善及び経営の健全化のための資金のあっ旋
11. 上記1.又は2.に掲げる事業に関する組合協約及び組合員の経済的地位の改善のためにする組合協約の締結
12. 前各号の事業に附帯する事業

## 沿革
- 昭和35年1月8日: 設立
- 平成13年1月6日: 名称変更（広島県料理業環境衛生同業組合から広島県料理業生活衛生同業組合へ）
- 令和6年8月23日 あいおいニッセイ同和損保、アイオイ保険センターとの包括連携協定を締結[2]

## 役員
- 理事長: 川口　伸二（令和4年6月29日就任）[3]
- 副理事長：下原　一晃
- 副理事長：藤田　寛治
- 常務理事：今井　誠恵
- 常務理事：金井　正樹
- 常務理事：原田　秀二
- 常務理事：北岡　三千男
- 常務理事：宮岡　睦尚
- 常務理事：大西　崇元
- 常務理事：池田　将訓
- 顧問：今井　誠則
- 顧問：板谷　恭光
- 監事：藤原　春利
- 監事：恵木　尚
- 監事：桑原　直